# Paradigma
El concepto de paradigma es utilizado comúnmente como sinónimo de “ejemplo” o para hacer referencia a algo que se toma como “modelo". En principio se tenía en cuenta en el campo, tema, ámbito, entre dos personalidades u otros..., gramatical (para definir su uso en un cierto contexto) y se valoraba desde la retórica (para hacer mención a una parábola o fábula). A partir de la década de 1960, los alcances de la noción se ampliaron y paradigma comenzó a ser un término común en el vocabulario científico y en expresiones etimológicas cuando se hacía necesario hablar de modelos de conocimiento aceptados por las comunidades científicas.

## Etimología
El término paradigma se origina en la palabra griega
παράδειγμα [parádeigma] que en griego antiguo significa "modelo" o "ejemplo". A su vez se divide en dos vocablos παρά [pará] ("junto") y δεῖγμα [deīgma] ("ejemplo", "patrón"). Originariamente, significaba patrón, modelo. 
El sentido del concepto paradigma, del griego antiguo παράδειγμα, paradeigma ("modelo", "ejemplo"), deriva de παραδεικνύναι, paradeiknunai ("demostrar", "probar", "comparar" ), de παρά-, para'- ("junto", "alrededor") y δείκνυμι, deiknumi ("señalar", "indicar", "mostrar", "enseñar").

## Diversos usos del término
Para Platón, los paradigmas son los modelos divinos a partir de los cuales las cosas terrestres están hechas. A su vez tiene las mismas raíces que «demostrar».
Michel Foucault usó los términos epistemológico, discursivo, matesis y taxinomial, para aspectos del paradigma en el sentido original dado por Kuhn.
En lingüística, Ferdinand de Saussure ha usado paradigma para referirse a una clase de elementos con similitudes.
En arquitectura, «modelo» (maqueta) o «plano» de un edificio y también es utilizado por escultores y pintores de manera semejante.
Dentro de la enfermería se emplea también el concepto paradigma, aunque con cierta imprecisión, ya que se establece dentro de esta disciplina la existencia de tres paradigmas de enfermería (categorización, integración y transformación) y un metaparadigma constituido por cuatro conceptos esenciales para la enfermería (persona, salud, entorno y cuidado).
Este concepto fue de uso específico en la gramática. En 1992 el diccionario Merriam–Webster's Collegiate Dictionary definía su uso solamente en tal contexto, o desde la retórica para referirse a una parábola o a una fábula.
En ciencias sociales y en teoría de sistemas, el paradigma es equiparable al concepto de pensamiento de grupo —Groupthink— o su casi equivalente Mindset -mentalidad-, como cuerpos de ideas, métodos y asunciones teóricas sostenidos y validados por una persona o grupo de personas, que incluye una serie de comportamientos, actitudes y creencias.
La palabra paradigma también se utiliza para indicar un patrón o modelo, un ejemplo fuera de toda duda, un arquetipo. En este sentido se la utiliza frecuentemente en las profesiones del diseño. Los paradigmas de diseño —arquetipos— representan los antecedentes funcionales para las soluciones de diseño.
También se usa en cibernética en donde —en un sentido muy amplio— refiere a un preprograma conceptual para el ordenamiento de unos datos aún más caóticos en términos relativos. 
El concepto es de amplio uso en la vida cotidiana, ya que se refiere a ideas, pensamientos, opiniones, creencias, puntos de vista, percepciones, etcétera, que se asumen como verdaderos o falsos. Incluso, el concepto de paradigma puede referirse, de manera cotidiana, a una creencia u opinión compartida colectivamente. Sin embargo, este uso del concepto puede generar diversos errores e imprecisiones, al presentarse en ámbitos teóricos y científicos, ya que se refiere prácticamente a cualquier idea o creencia que tenga un sujeto o grupo de sujetos. Es recomendable no emplear este concepto en usos de la vida cotidiana, y dejarlo para discusiones de carácter epistemológico. En su lugar, cotidianamente se pueden usar cualesquiera de los conceptos arriba mencionados.
Es necesario acotar el significado del concepto paradigma siempre que este se emplee en la teorización epistemológica, ya que en general su significado contemporáneo dentro de la filosofía de la ciencia o epistemología alude al conjunto de prácticas y teorías que definen una disciplina científica en una época histórica dada.

## Paradigma según Thomas S. Kuhn
El filósofo e historiador de la ciencia, Thomas S. Kuhn dio a paradigma su significado contemporáneo cuando lo adoptó para referirse al conjunto de prácticas y saberes que definen una disciplina científica durante un período específico. El mismo Kuhn prefería los términos ejemplar o ciencia normal, que tienen un significado filosófico más exacto. Sin embargo, en su libro La estructura de las revoluciones científicas define a un paradigma de la siguiente manera:

"...'ciencia normal' significa investigación basada firmemente en una o más realizaciones científicas pasadas, realizaciones que alguna comunidad científica particular reconoce, durante cierto tiempo, como fundamento para su práctica posterior. [...] Voy a llamar, de ahora en adelante, a las realizaciones que comparten esas dos características, 'paradigmas', término que se relaciona estrechamente con 'ciencia normal'".
Thomas S. Kuhn, La estructura de las revoluciones científicas, Cap. II. El camino hacia la ciencia normal.

El paradigma, de esta manera constituye el desarrollo de lo que Kuhn llama ciencia normal, y como tal se manifiesta a través de los libros de texto propios de una ciencia o disciplina, al presentar las teorías aceptadas por las comunidades científicas de cada disciplina, explicándolas y comparándolas, mostrándolas a través de experimentos y observaciones. El paradigma define los métodos, los problemas que legítimamente debe abordar una disciplina o campo de investigación, para ser legado a generaciones futuras de científicos. De esta forma, el paradigma incluye en el plano de la investigación científica lo siguiente:
- El planteamiento de supuestos teóricos básicos sobre la realidad y el conocimiento.
- Lo que se debe observar y escrutar en la investigación científica.
- Los acuerdos compartidos en las comunidades científicas.
- El tipo de métodos y metodologías que es legítimo emplear como parte de la investigación.
- Cómo debe conducirse un experimento y qué equipamiento e instrumental está disponible para realizarlo.
- El tipo de interrogantes que se supone hay que formular para hallar respuestas en relación con el objetivo.
- Cómo deben estructurarse estas interrogantes y sus respectivas respuestas.
- Cómo deben interpretarse los resultados de la investigación científica.
- El conjunto de teorizaciones que pretenden explicar los fenómenos de la realidad.
- El desarrollo de libros de texto científicos, tanto elementales como avanzados.

En realidad este concepto de paradigma es muy amplio y se puede equiparar al concepto de matriz disciplinar o disciplina, ya que dicho concepto alude a la posesión común por parte de los que practican una disciplina concreta (disciplinar) y matriz porque se compone de los elementos estructurados que dan sentido a las explicaciones científicas. El paradigma es el conjunto de realizaciones de una ciencia y es compartido por los miembros de la comunidad científica. El papel de la comunidad científica de cada disciplina en el desarrollo del paradigma es clave, ya que Kuhn asume que la ciencia es una empresa humana colectiva y como tal las discusiones científicas son producto de la comunicación y la tarea coordinada y conjunta de los científicos que trabajan en el desarrollo de un paradigma o disciplina a través de sus diversas teorías y experimentos. 
El paradigma en un sentido amplio, incluye aspectos ontológicos y epistemológicos fundamentales, que proporcionan el horizonte desde el cual se construyen los diferentes modelos teóricos y teorías de un nivel inferior, presentando las directrices generales de agrupamiento de las diferentes teorías en los campos disciplinares de cada ciencia.
De esta forma, dentro de la ciencia normal, un paradigma incluye el conjunto de experimentos modélicos capaces de ser copiados o emulados; siendo la base para crear un consenso científico. El paradigma aceptado en el consenso científico imperante en una época histórica dada, establece formas de ver e interpretar la realidad, también abre líneas para la creación de propuestas para la investigación futura, las teorías y prácticas derivadas del uso de un método científico y sus aplicaciones metodológicas concretas. 
Un ejemplo de paradigma comúnmente aceptado sería el modelo estándar de la física. Los métodos científicos permitirían a los científicos ortodoxos investigar muchos fenómenos que pueden resultar contradictorios o contrastantes con el modelo estándar. Sin embargo, es mucho más difícil obtener consenso para los mismos, en proporción a la divergencia de los principios aceptados del modelo estándar que tales experimentos examinarían. Así, en particular, un experimento para investigar la masa del neutrino o la descomposición de neutrones recibiría más fondos que un experimento que buscara violaciones a la conservación de momentos, o pretendiera estudiar la ingeniería de los viajes en el tiempo.
Kuhn define al paradigma como "una completa constelación de creencias, valores y técnicas, etc. compartidas por los miembros de una determinada comunidad". Esta definición aparece en 1969 como agregado a su libro original denominado La estructura de las revoluciones científicas, porque inicialmente el uso del término en dicha obra presentaba significados diversos. Bajo esta definición de Kuhn subyace otro sentido en el uso del término: "...un paradigma también denota una suerte de elemento en esa constelación, la solución concreta del rompecabezas que, empleado como ejemplo o modelo, puede reemplazar a las reglas explícitas como base para la solución de los rompecabezas remanentes de la ciencia normal". El término permanece impreciso debido a los diferentes usos que el mismo Kuhn le da a lo largo de La estructura de las revoluciones científicas, y si bien intentó precisarlo en el añadido a la obra, continúa teniendo un grado de polisemia. Sin embargo, el término de paradigma no debe confundirse con los de teoría, marco teórico, corriente teórica, ya que el paradigma es mucho más amplio, porque incluye la cosmovisión propia de la totalidad de realizaciones de la disciplina científica en cada caso. Podría, por lo mismo, hacerse equivalente el concepto de paradigma y disciplina o matriz disciplinar, para evitar las confusiones.

### Kuhn y el cambio de paradigma o revolución científica

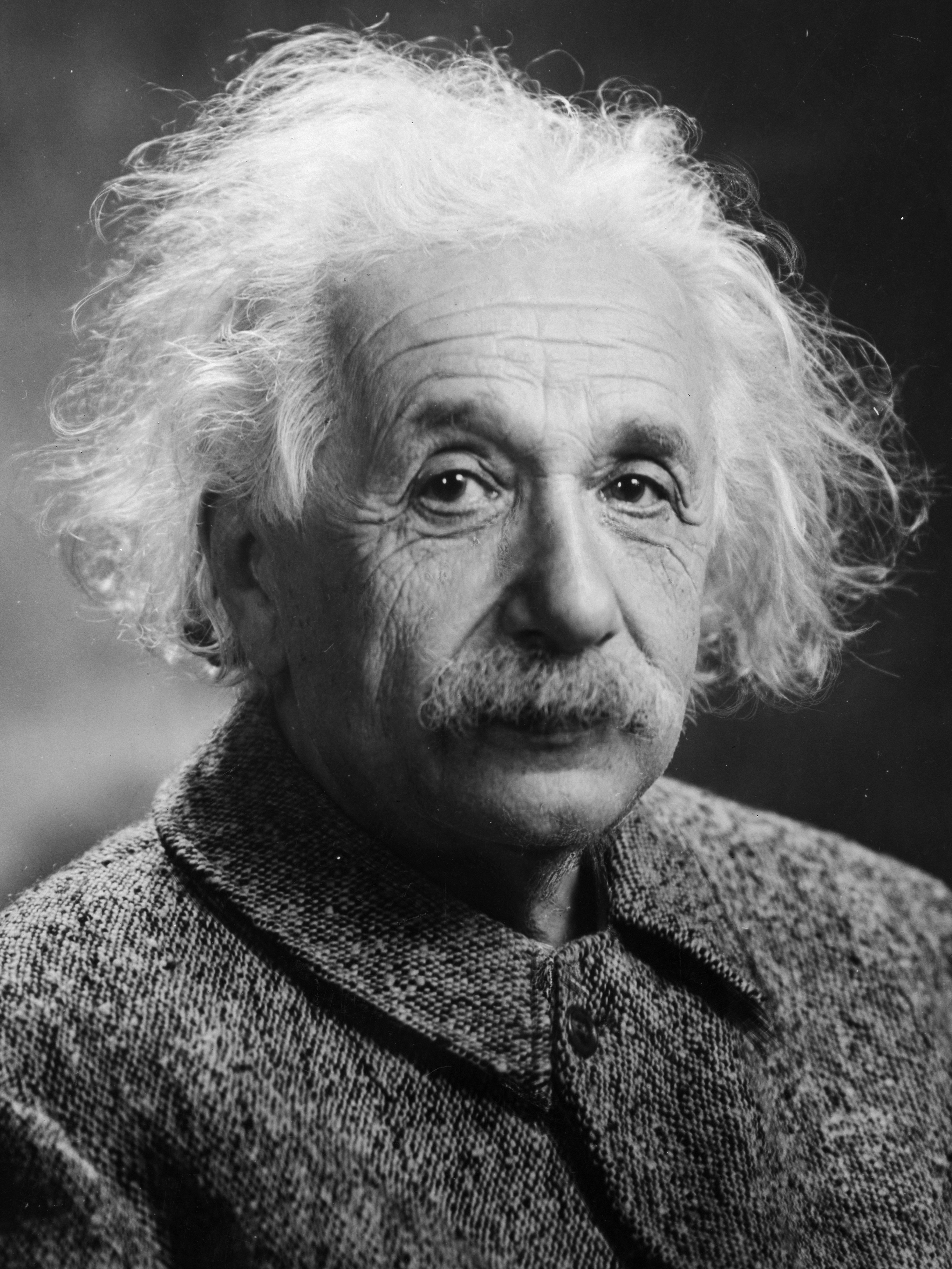
Albert Einstein, protagonista de uno de los principales cambios de paradigma científico del.

El cambio de paradigma tiende a ser drástico en las ciencias, ya que estas parecen ser estables y maduras, como la física a fines del siglo XIX. En aquel tiempo la física aparentaba ser una disciplina que completaba los últimos detalles de un sistema muy trabajado. Es famosa la frase de Lord Kelvin en 1900, cuando dijo: "No queda nada por ser descubierto en el campo de la física actualmente. Todo lo que falta son más medidas y más precisas".
Cinco años después de esta aseveración, Albert Einstein publicó su trabajo relatividad especial que fijó un sencillo conjunto de reglas superando a la mecánica de Newton, que había sido utilizada para describir la fuerza y el movimiento por más de doscientos años. En este ejemplo, el nuevo paradigma reduce al viejo a un caso especial, ya que la mecánica de Newton sigue siendo una excelente aproximación en el contexto de velocidades lentas en comparación con la velocidad de la luz.
En La estructura de las revoluciones científicas, Kuhn escribió que "...las sucesivas transiciones de un paradigma a otro vía alguna revolución, es el patrón de desarrollo usual de la ciencia madura".
La idea de Kuhn era revolucionaria en su tiempo, ya que estableció la necesidad de mirar con perspectiva histórica a los desarrollos científicos, y asumió que la ciencia es una empresa humana y como tal histórica, por ende, transformable. La observación kuhniana sobre la necesidad de mirar desde la perspectiva histórica el desarrollo de la ciencia, fue en sí misma un "cambio paradigmático" en la historia, la sociología y la filosofía de la ciencia.

## Paradigma según Fritjof Capra
En las últimas tres o cuatro décadas, además del uso del concepto de paradigma realizado por Kuhn, otros autores como Imre Lakatos y otros han empleado dicho concepto con un sentido distinto. Cabe destacar el uso que de él ha hecho Fritjof Capra, en su obra El punto crucial Archivado el 18 de noviembre de 2016 en Wayback Machine. (The turning point). En esta obra, Capra plantea una visión amplia sobre paradigma, vinculada con los procesos históricos y civilizatorios, y su relación con la naturaleza. Para Capra, las limitaciones civilizatorias actuales están generando un "cambio de paradigma", entendiendo por paradigma la mentalidad, conceptos y sistemas de valores que forman parte de una visión particular de la realidad. Establece y describe dos grandes paradigmas: el existente o mecanicista y el que está en formación. El paradigma existente o mecanicista día se ha gestado desde la antigüedad, e incluye fenómenos históricos como: la Revolución científica, el Siglo de las luces, la Revolución industrial. Incluye a nivel conceptual o cultural la idea del método científico como único enfoque para llegar al conocimiento legítimo; la concepción del universo como sistema mecánico compuesto de partes elementales; la fragmentación de la realidad y sus fenómenos; la vida social comprendida como lucha competitiva por la existencia; el crecimiento tecnológico y económico para la obtención de progreso material ilimitado; la idea de que el crecimiento y el progreso es constante e ilimitado; la idea del modelo causa-efecto como base para las explicaciones de los fenómenos. A tal paradigma existente, contrapone otro paradigma en proceso de formación, con características opuestas: la posibilidad de llegar al conocimiento no solamente a través del método científico; una visión holística, amplia e integral de la realidad y sus fenómenos, que no fragmenta los fenómenos para conocerlos; la idea de que la civilización privilegia la cooperación; la limitación del crecimiento material y tecnológico dada la finitud de la naturaleza; una visión del mundo entendiendo a este como amalgama de sistemas complejos interdependientes e interrelacionados.

## Otros usos del concepto en ciencias sociales
Probablemente el uso más común de paradigma, implique el concepto de "cosmovisión". Por ejemplo, en ciencias sociales, el término se usa para describir el conjunto de experiencias, creencias y valores que afectan la forma en que un individuo percibe la realidad y la forma en que responde a esa percepción. Debe tenerse en cuenta que el mundo también es comprendido por el paradigma, por ello es necesario que el significado de paradigma es la forma por la cual es entendido el mundo, el hombre y por supuesto las realidades cercanas al conocimiento.
Los investigadores sociales han adoptado el concepto de Kuhn "cambio de paradigma" para remarcar un cambio en la forma en que una determinada sociedad organiza e interpreta la realidad. Un "paradigma dominante" se refiere a los valores o sistemas de pensamiento hegemónicos o dominantes en una sociedad, en un momento determinado. Los paradigmas dominantes son compartidos por el trasfondo cultural de la comunidad y por el contexto histórico del momento. Las siguientes son condiciones que facilitan que un sistema de pensamiento pueda convertirse en un paradigma dominante:
- Organizaciones profesionales que legitiman el paradigma.
- Líderes sociales que lo introducen y promueven.
- Periodismo y medios de comunicación que difunden posturas orientadas desde tal sistema de pensamiento, legitimándolo al mismo tiempo que difunden el paradigma.
- Agencias gubernamentales que lo oficializan.
- Educadores que lo propagan al enseñarlo a sus alumnos.
- Conferencistas ávidos de discutir las ideas centrales del paradigma.
- Grupos de derechos que concuerdan con las creencias centrales del paradigma.
- Fuentes financieras que permitan investigar sobre el tema o lo apoyan económicamente.

Al equiparar el paradigma con modelo, hablando de Ciencias Sociales, se tiene que el mismo comprende a un conjunto de características aplicables al estudio de determinada sociedad. 

### Paradigma como Gestalt o como visión de la realidad
Los paradigmas pueden ser descritos desde una perspectiva estructural. Operan en diferentes niveles: macro, meso y micro de la estructura paradigmática. Los niveles direccionan mejor la estructura fundamental de los paradigmas, y no tanto su categorización cronológica o histórica, ni su uso etimológico; como sucede en la mayoría de las disciplinas. Los niveles paradigmáticos están siempre presentes y no se encuentran limitados por tales categorías. Permiten además ayudar a comprender el funcionamiento de un paradigma.
- Nivel macro: Se requiere conocer la respuesta a "qué puede ser entendido". La pregunta es: ¿Puede asumirse en realidad que la esencia de las cosas ideales puede ser comprendida, como en la teoría de las ideas de Platón y Aristóteles? ¿Tras la aproximación a lo esencial de estos dos filósofos no es posible inferir que "las mismas cosas se revelan como son, según se analiza en la ontología fundamental de Heidegger? La suposición que hacemos al contestar estas preguntas nos predispone a una determinada forma de encarar el proceso de conocimiento.

- Nivel meso: La cuestión es determinar cómo el nivel macro influencia y transforma la teoría del conocimiento resultante: ¿El hombre es capaz solamente de un limitado conocimiento deductivo, o está abierto a un entendimiento inductivo y comprehensivo del universo? ¿Si el hombre es capaz de un conocimiento inductivo, dónde se origina este? La respuesta en el nivel macro es fundamental para esta suposición. Todos los esfuerzos filosóficos, desde antes de Sócrates, tienden al esencialismo. La aproximación ontológica busca evadir la esencia de las cosas, requiriendo que estas revelen por sí mismas cómo son.

- Nivel micro: Aquí la consecuente percepción de los dos niveles precedentes, contestando las preguntas sobre qué hay en el universo y cómo este puede ser comprendido, se pone en práctica. ¿La praxis se construye sobre múltiples normas de conducta ( ética ) o consiste en un encuentro abierto y fundamental con el universo según las diferentes formas de percepción? Las diferentes percepciones constituyen la "conciencia afectiva". El conocimiento previo y actual de la percepción está limitado a las categorías esenciales, mientras que la conciencia afectiva es por naturaleza abierta, ilimitada, inductiva y no restringida por el sentido de la percepción.

Así, un paradigma es una visión de la realidad que conforma una Gestalt resultante de las tres ramas de la filosofía: metafísica, epistemología y ética, de la siguiente manera: 
1. una suposición ontológica sobre lo que existe, sus características y modo de ser. Esto constituye la base para:
2. una concepción epistemológica sobre las condiciones en que se da el conocimiento, sus características y posibilidades.
3. una concepción sobre una ética como condición para la existencia y la acción humana.

Resulta obvio que las tres ramas de la filosofía describen la estructura de un paradigma. Ninguna de las ramas de la filosofía puede por separado completar su conocimiento, pero juntas describen la Gestalt semejante a un movimiento en espiral —no un mero círculo— que constituye el conocimiento hermenéutico. 
La Parálisis Paradigmática se puede presentar en cualquier nivel de la sociedad, pero sus consecuencias son peores cuando ataca a personas que toman decisiones. No es una enfermedad física, más bien es de la mente, pero cuando se presenta suele ser muy dañina, sobre todo en personas y organizaciones expuestas a un entorno dinámico. En general, es una enfermedad fácil de adquirir y a menudo fatal cuando se trata de convertir el paradigma en el paradigma único.
Pero. ¿De dónde proviene esta enfermedad, muchas veces rayana en la paranoia? La palabra griega "paradeigma" significa "modelo" o patrón" y en la práctica se convierte en un conjunto de reglas y disposiciones, escritas o no, que establecen o definen los límites y las formas de comportarse dentro de ellos. Se crean estructuras mentales, mitos, creencias, modelos, patrones, estereotipos que al asumirse como ciertos, resultan fáciles de adoptar, y por ende influyen en el comportamiento, actitudes y percepciones de las personas.
Algunos paradigmas podrán ser triviales, pero grandes o pequeños, sirven para proporcionar una visión, una comprensión y métodos particulares para resolver problemas específicos. Es muy saludable tener ciertas formas de comportarse o de poseer ciertos modelos, pero en el extremo, la "parálisis paradigmática", pasa a constituirse en una de las enfermedades organizacionales más graves, la cual no permite pensar ni dudar respecto de la validez o vigencia del paradigma y podría volverse crónica.
Existen variados ejemplos de esta enfermedad entre empresarios, educadores, gobiernos, profesionales, comerciantes, políticos, científicos, en las familias, en países, en las religiones, etc., y eso debido a que la historia humana siempre ha estado en proceso de cambio y por ende siempre han existido paradigmas, con la única diferencia que de antaño ocurría un cambio cada veinticinco años y en la actualidad ocurren en cosa de minutos, por lo que se debe disponer de una adecuada dosis de predisposición, entre otras, para no ser víctima de esta "parálisis paradigmática".
En 1492, hace más de quinientos años, Cristóbal Colón inició un viaje para buscar una nueva ruta a Oriente. Basado en su creencia de que la Tierra era redonda, Colón había notado que al observar un barco alejándose del puerto, el casco era lo primero en desaparecer en el horizonte, después lo hacía el velamen. Los demás obviamente veían lo mismo, sin embargo, como el paradigma de la época, era el de que la Tierra era plana, no trataron de explicarse el porqué de la situación, ya que al ser plana, el barco alejándose solo se vería más pequeño. Unos años más tarde, Hernando de Magallanes comenzó y Juan Sebastián El Cano completó la primera vuelta en barco alrededor del mundo. Se había roto el paradigma y la correspondiente parálisis.[cita requerida]